# Smekh i gore u Bela morja
Smekh i gore u Bela morja (russisk: Смех и го́ре у Бе́ла мо́ря) er en sovjetisk animationsfilm fra 1987 af Leonid Nosyrev.

## Medvirkende
- Jevgenij Leonov som Senja Malina
- Jurij Volyntsev som Ivan
- Boris Novikov som
- Marija Vinogradova som Masja
- Klara Rumjanova som Zjuzja